# Synagoga v České Lípě
Nová synagoga v České Lípě (německy Israelitischer Tempel in Böhmisch Leipa; hebrejsky בית הכנסת לאיפה) stála ve městě od roku 1863. Při akci Křišťálová noc v listopadu 1938 ji místní zfanatizovaní stoupenci nacismu znesvětili, vyrabovali a posléze vypálili. O tři roky později byly trosky budovy z nařízení místních okupačních orgánů zcela odstraněny. Na místě synagogy se dnes nachází parkoviště a někdejší svatostánek připomíná památník postavený roku 1995 (poblíž vodního hradu Lipý).

## Historie židovského osídlení Lípy
Počátky židovského osídlení města sahají patrně již do období před 14. stoletím, kdy se zde – nejspíše dočasně – vyskytovali židovští obchodníci putující po zdejší kupecké stezce mezi Čechami a Lužicí. První potvrzené zprávy o Židech ve městě jsou však doloženy až k roku 1529, kdy městské knihy výslovně zmiňují majetkoprávní transakce, uzavřené mezi místními židy a křesťany. V urbáři Jana z Vartemberka z 2. poloviny 16. století se nám dokonce dochovala jména několika místních usedlých Židů: „Každý žid, který sedí na páně gruntu (…) povinnen jest pánu dáti na sv. Jiří 48 grošů českých a na sv. Havla tolikéž dáti má. Jsou to tito Židi hospodářové dolepsaní: Mayr žid, Salomonym žid, Elias žid. Židi podruhové: Jokuff žid, Izrael žid, Lazarus žid, Isac žid.“ K roku 1586 se dochoval první záznam o židovském majiteli nemovitosti, Šimonovi, synu již výše řečeného Jokuffa.

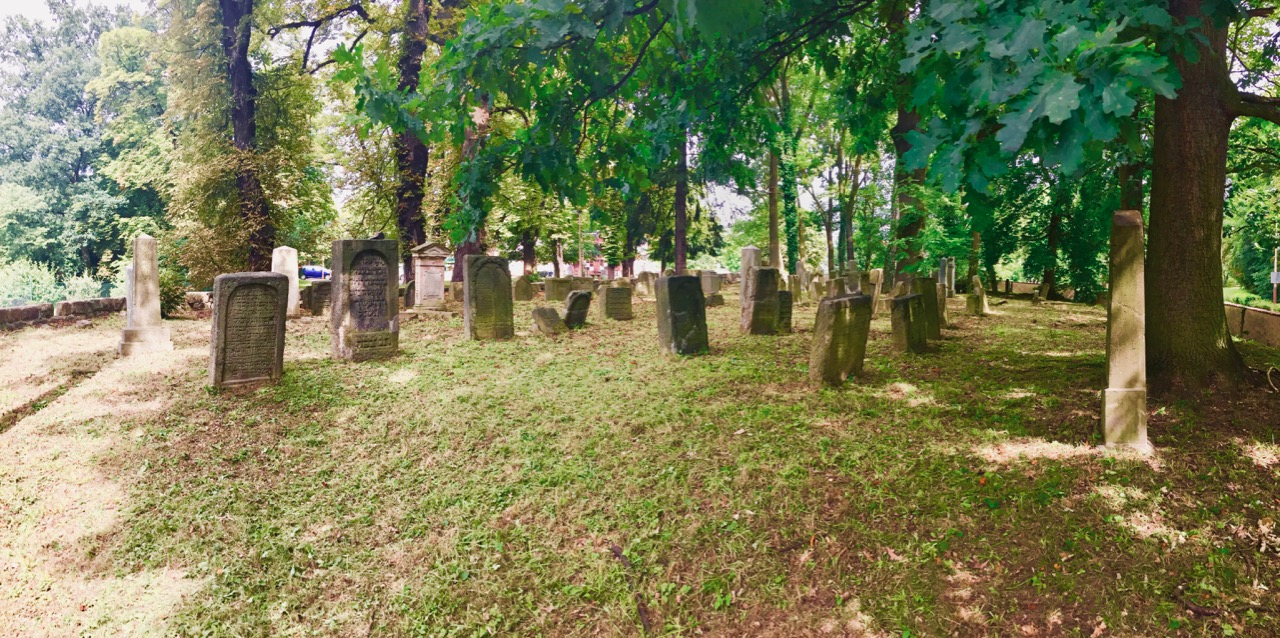
Panoramatické foto Starého židovského hřbitova v České Lípě. Toto pohřebiště, jedno z nejstarších dochovaných v Čechách – nadto v Sudetech – svědčí o někdejším významu České Lípy jakožto starobylého židovského sídliště

V roce 1541 byli Židé ze Zemí Koruny české vypovězeni císařem Ferdinandem I., a to pro obvinění z kolaborace s Turky během tzv. Osmanského nebezpečí. Židovské komunity, usazené ve Střední Evropě, byly logicky napojeny – a to jak obchodně, tak z hlediska přenosu informací liturgických, halachických, i zcela mondénních – na židovské obce v Osmanské říši. To posloužilo dvoru k argumentaci, že „židé turčí proti panovníkovi“, což se nezakládalo na pravdě.
V roce 1564 nastoupil na český trůn Maxmilián I. Habsburský, který vzhledem ke své tolerantnosti povolil vyhnaným Židům návrat do království. Pravděpodobně z tohoto důvodu se opět začaly v České Lípě usazovat nově příchozí židovské rodiny. V městském urbáři se dochovala zpráva, že „12. února 1586 koupil Šimon ben Já'akov od Valentina Schuberta dům před Křížovou branou blízko Ploučnice za 60 kop míšeňských grošů“. Dle dokladů, které se nám dochovaly, v tomto domě „si židé zřídili synagogu“. Jedná se o lokalitu v pomezí dnešních ulic Jiráskovy, Moskevské a U Synagogy. Lze tedy tuto zprávu považovat za prokazatelně první synagogu ve městě Česká Lípa.
V prosinci 1744, během právě probíhající války o rakouské dědictví, postihl českolipskou obec ničivý pogrom, při kterém bylo zabito třicet dva místních Židů.

## Předchozí synagogy

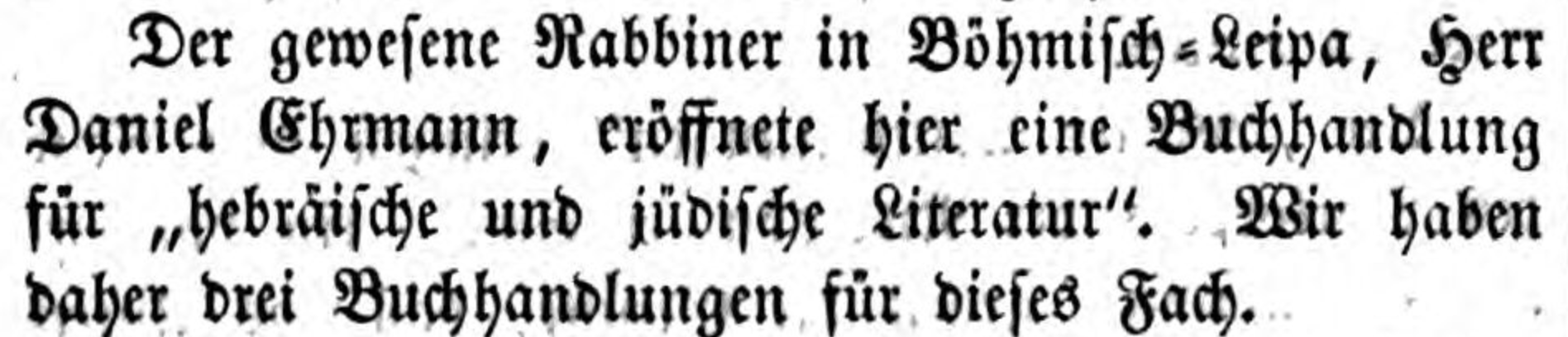
Rabín Daniel Ehrmann, „někdejší rabín v České Lípě dovoluje si oznámiti, si v Praze otevřel své vlastní nakladatelství hebrejskou a židovskou literaturou a toho času již tři tituly na toto téma ráčí býti dostupnými“. Prager Tagblatt, červenec 1860

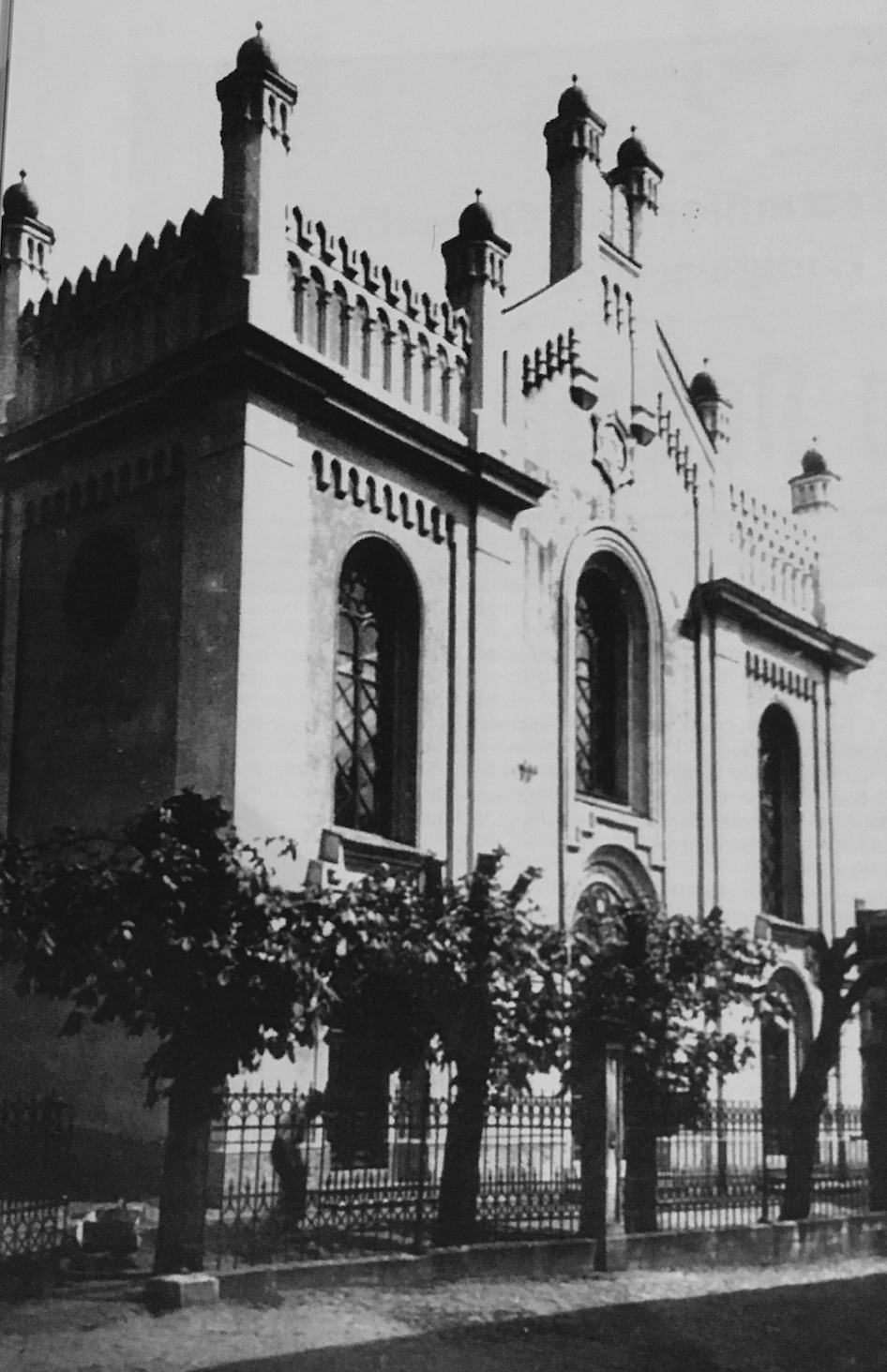
Fotografie synagogy z roku 1932

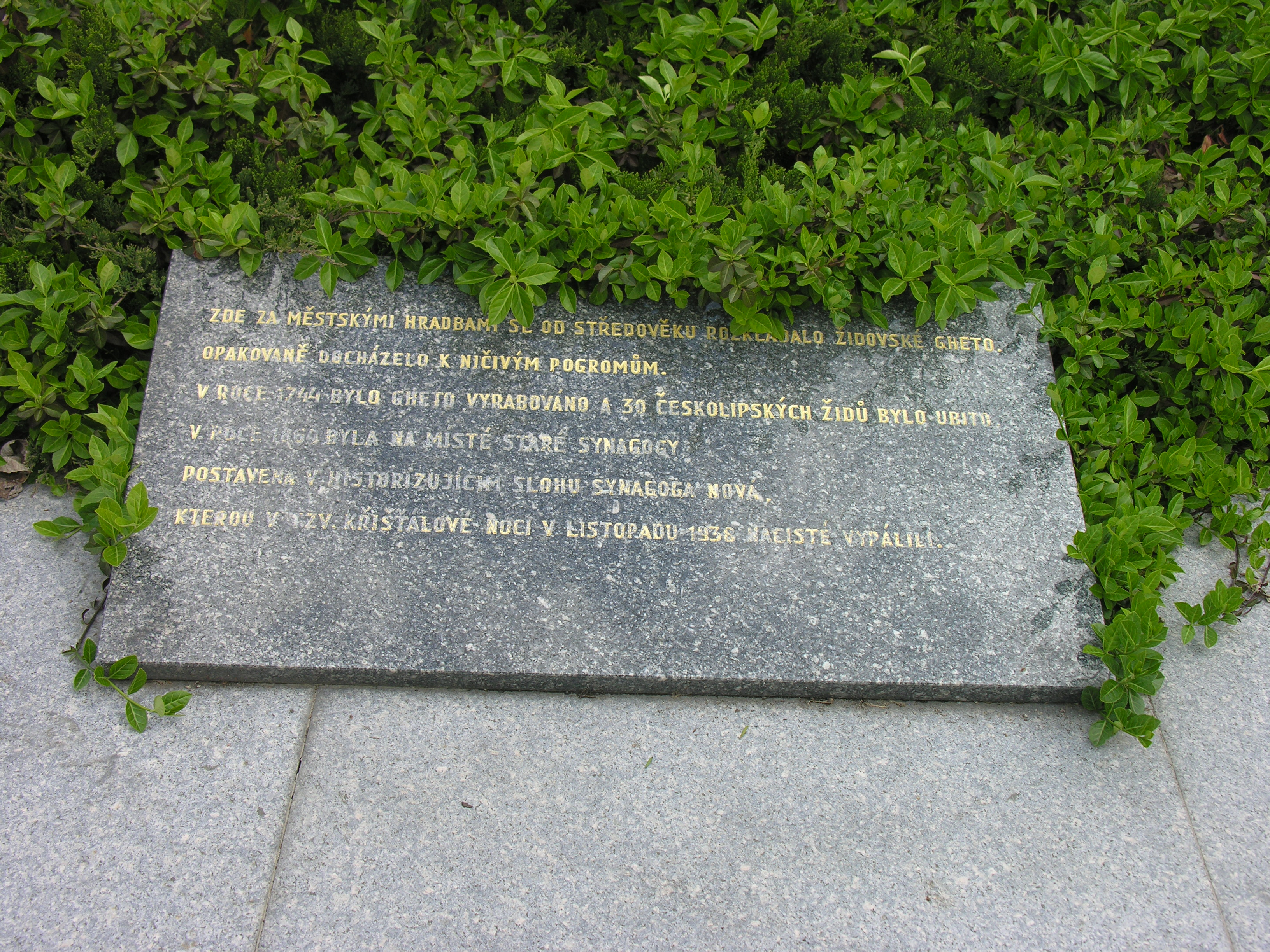
Pamětní deska

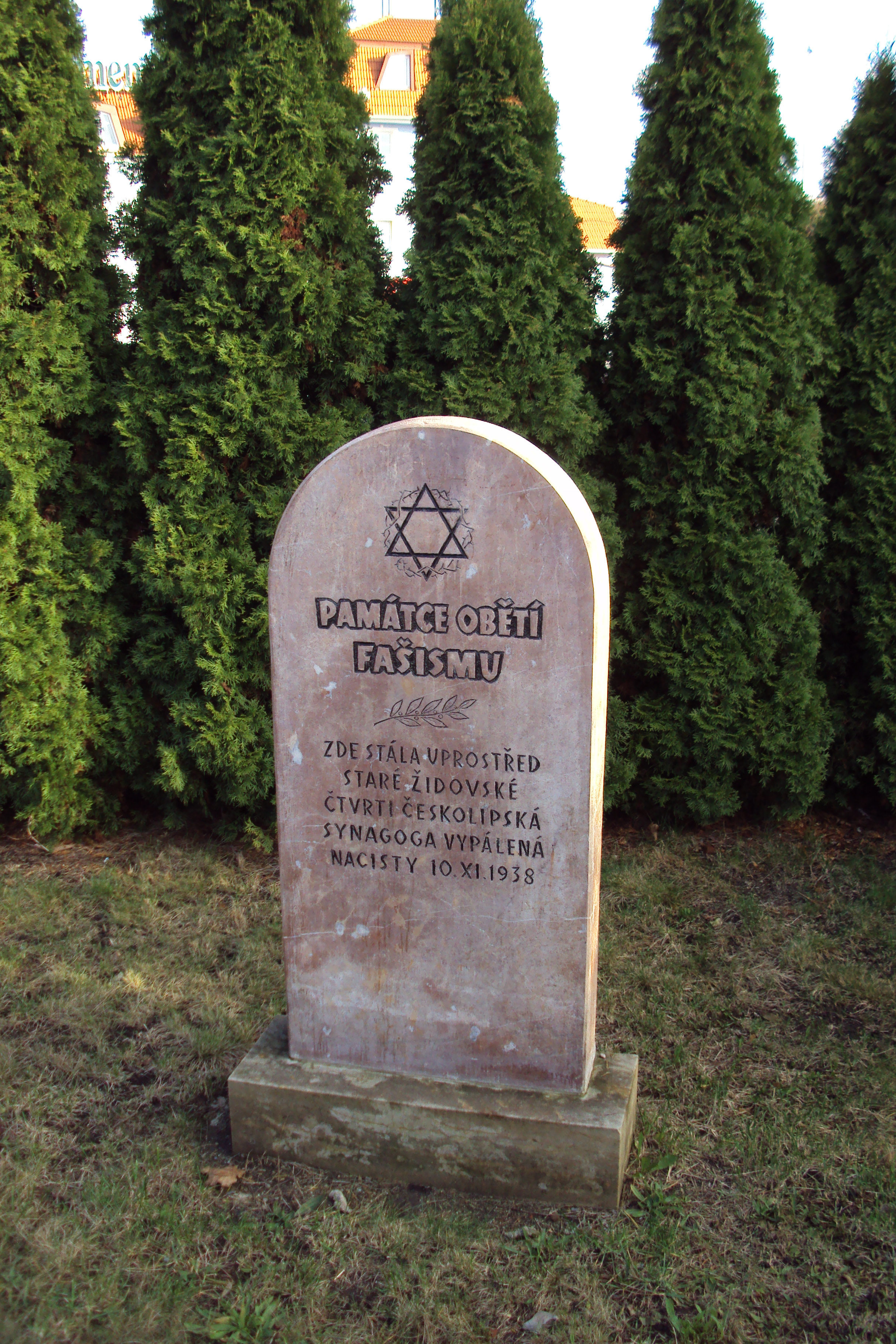
První památník na místě synagogy, vznikl roku 1948, odhalen 2008

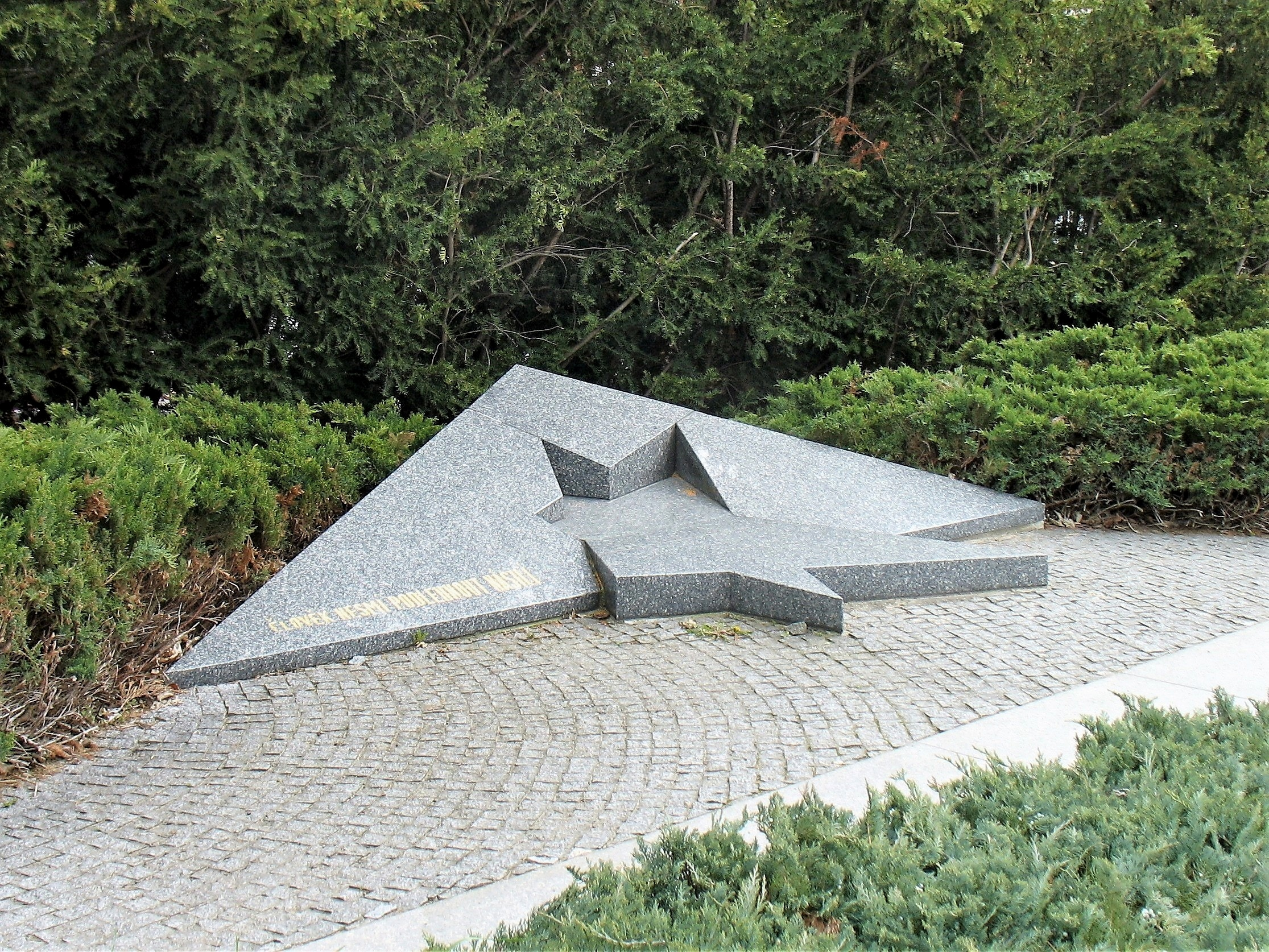
Památník z roku 1995 na místě, kde stávala synagoga

První písemná zmínka o existenci synagogy a židovské školy v České Lípě pochází již v 16. století, viz předchozí odstavec. Jednalo se spíše jen o prostou modlitebnu ze dřeva pro postupně se rozšiřující počet židovského obyvatelstva. Větší budovu jim město postavit dlouho nedovolilo. V roce 1744 postihla židovskou obec katastrofa; v důsledku Sedmileté války do města vpadnuvší uherští panduři spáchali na českolipské židovské obci pogrom. Synagoga byla znesvěcena, rabín Jonáš Nathan a dalších 29 místních židů zabito, knihy spáleny, svaté pomůcky zničeny a rozkradeny. Panduři také znásilnili ve městě a v jeho okolí několik židovských žen. Další katastrofa nastala roku 1820, při celoměstském požáru lehla popelem i původní dřevěná synagoga. V roce 1826 židovská obec za podpory majitelů panství nechala zhotovit dokumentaci k obnově již zděné budovy synagogy. Ač se ji záhy podařilo postavit, přece však obci nepostačovala, chtěla mít velký, důstojný stánek po vzoru ostatních měst. V roce 1857 si utvořili komisi (tzn. „Tempelbauverein“), která měla stavbu zajistit. Povolení ke stavbě od města získali v únoru 1863. Pak se načas přestěhovali do provizória v Berkovském zámečku.

## Nová synagoga
Dne 17. dubna 1863 se za velké účasti obyvatelstva i vedení města, kláštera konalo slavnostní položení základního kamene nové synagogy. Údajně akci přihlíželo tolik hostů, že „se nahrnuli i na ruiny zbořeného starého templu“. Rabín Dr. S. Beck za asistence činitelů českolipské židovské obce přednesl slavnostní modlitbu, kázaní i zpěv žalmů. Dětský pěvecký soubor doplnil proslovy jednotlivých činovníků židovské obce hudebním doprovodem. Rabín Beck mj. prohlásil: „Nové dílo se počíná s vírou, nadějí a láskou – a lze doufat, že se tak i dokončí.“
Českolipský okresní hejtman Josef Zeidler poté slavnostně jménem císaře Františka Josefa I. poklepal na základní kámen, do nějž byly uloženy dobové dokumenty týkající se stavby synagogy, místní židovské obce a města. Necelý rok poté byla velká budova dostavěna a 23. září 1864 – tedy v předvečer nejvýznamnějšího židovského svátku Jom kipur (10. tišri 5624) – slavnostně zasvěcena.
Synagoga byla postavena v novorománském slohu s maurskými prvky. Podle dochovaného obrazového materiálu se jednalo se obdélníkovou, dvoupodlažní budovu orientovanou v ose V-Z o rozměrech 14×7 metrů, výška 5 metrů, s jednou hlavní lodí a dvěma bočními. Hlavní průčelí synagogy prolamovala podlouhlá, půlkruhová rozetová okna, a bylo zakončeno tympanonem s cibulovitými báněmi a deskami Desatera. Fasáda byla zdobena bosáží a dělena pilastry. Nad hlavním vchodem do synagogy byl v půlkruhovém novorománském oblouku vyveden plastický reliéf citátu z biblické pasáže Šemot v hebrejštině: ואת בקרך בכל המקום אשר אזכיר את שמי אבוא אליך וברכתיך „Na každém místě, kde určím, aby se připomínalo Mé Jméno, přijdu k Tobě a požehnám Ti.“ (Exodus 20:24). Po obou stranách bočních lodí lze předpokládat schodiště na ženskou galerii. Templ byl s největší pravděpodobností tzv. reformovaného ritu, tj. lze předpokládat varhany a pěvecký sbor. Posledním rabínem synagogy byl dr. Bernhard Wolff.
V listopadu 1938 zfanatizovaní Němci zorganizovali akci Křišťálová noc. V noci z 10. na 11. listopad českolipskou synagogu zapálili a zařízení rozkradli. Zbytky zdí byly odstraněny na jaře roku 1941.

## Sousední židovská škola a mikve
V těsném sousedství synagogy se nacházela i budova židovské školy, postavená roku 1867 na místě starší školy (poprvé doložena v písemných pramenech k roku 1648). Vystavena byla v klasicistním slohu jako dvoupatrová budova obdélníkového půdorysu s lunetově zakončenými okny. Oproti o několik let starší synagoze se fasáda školy vyznačovala méně zdobným dojmem. Nacházely se zde učebny, byt rabína, studovna bejt midraš, kanceláře židovské obce a ve sklepě rituální lázeň mikve. Její pozůstatky, či možná i kompletně dochovaný exemplář, lze předpokládat pod úrovní terénu dnešního parkoviště dodnes. Její existenci však může do budoucna potvrdit pouze náročný archeologický průzkum. 

## Památníky
Vedení města nechalo postavit v místech, kde synagoga stála, dva památníky. První má tvar židovského náhrobního kamene a vznikl již v roce 1948, ale nesměl být osazen, proto jej autor ukryl a k odhalení došlo 28. října 1995 v ulici U synagogy, připomíná utrpení židů, obětí fašismu ve městě. Druhý památník město odhalilo nedaleko prvního roku 2008.